# Сарторано (Болоња)
Сарторано (итал. Sartorano) је насеље у Италији у округу Болоња, региону Емилија-Ромања.
Према процени из 2011. у насељу је живело 240 становника. Насеље се налази на надморској висини од 231 м.